# دهستان علیشار
دهستان علیشار یکی از دهستان‌های شهرستان زرندیه در استان مرکزی ایران است. این دهستان در بخش خرقان قرار دارد و براساس سرشماری مرکز آمار ایران در سال ۱۳۹۵، جمعیت آن ۱۹۶۹ نفر (در ۶۶۹ خانوار) بوده‌است.